# Incendies à Edo

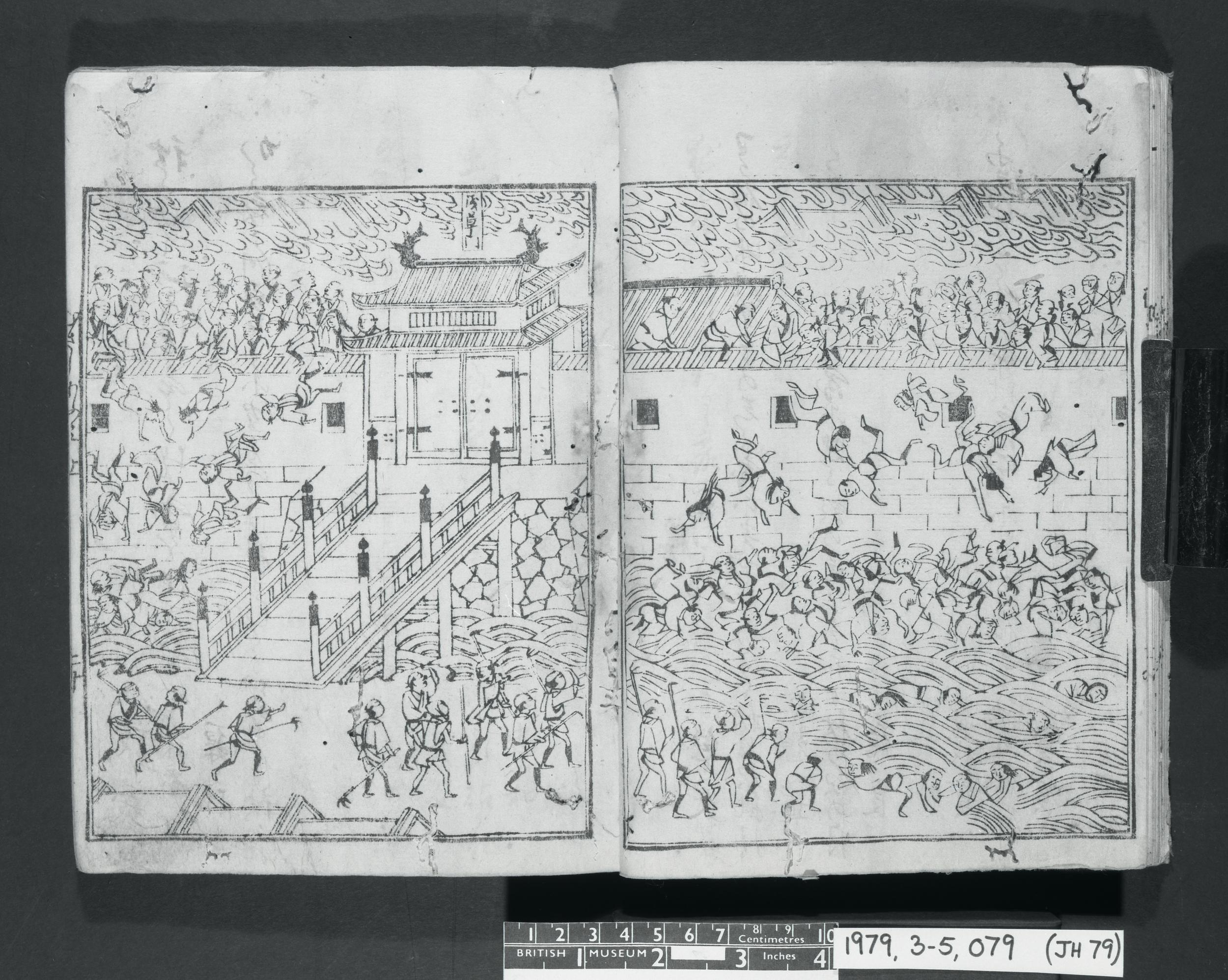
L' au cours du grand incendie de Meireki représenté dans le, par. Les fonctionnaires confondent d'anciens détenus avec des évadés de prison et ferment la porte. Les personnes qui cherchent refuge n'ont alors pas d'autre choix que d'escalader les murs de la ville et tombent dans le canal en dessous.

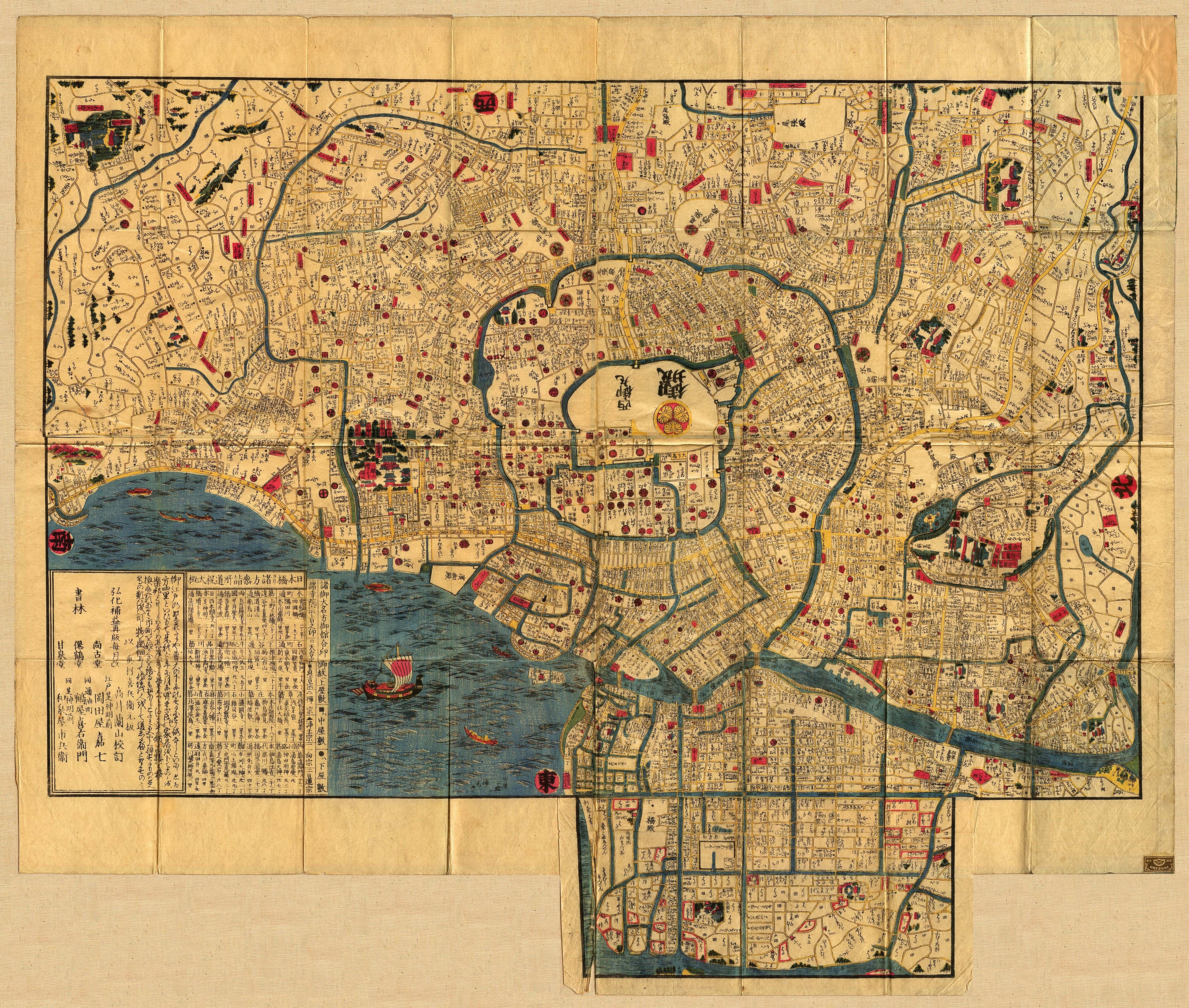
Carte d'Edo dans les années 1840. La Sumida-gawa est représentée en bas à droite.

Les incendies à Edo ont lieu dans l'ancienne capitale du Japon Edo (江戸), à présent Tokyo, durant l'époque d'Edo. La ville d'Edo est caractérisée par de fréquents grands incendies comme le dit l'expression « les incendies et les disputes sont les fleurs d'Edo » (「火事と喧嘩は江戸の華」). Même dans les temps modernes, le vieil Edo reste encore dans les mémoires comme la « ville des incendies » (「火災都市」). La ville a cette particularité qui la distingue du reste du monde d'être composée de vastes zones urbaines régulièrement rasées par le feu. Les grands feux d'Edo sont comparés aux dieux chinois du feu Shukuyū (祝融) et Kairoku (回禄) et aussi plaisamment décrits comme des « feuilles d'automne ».
Il y eut plus de quatre-vingt-cinq incendies historiques dans l'histoire de la ville d'Edo.  

## Fréquence des incendies
Durant les 267 années entre 1601 (Keichō 6), l'année suivant la bataille de Sekigahara (関ヶ原の戦い), et 1867 (ère Keiō 3), l'année du Taisei Hōkan (大政奉還, littéralement « retour de la souveraineté »), Edo est ravagé par 49 grands incendies. À titre de comparaison, pendant la même période, les grands incendies à Kyoto, Osaka et Kanazawa se montent seulement à neuf, six et trois respectivement, ce qui indique combien Edo se démarque des autres métropoles au Japon.
Si les petits incendies sont également inclus, des 1798 incendies qui surviennent au cours de ces 267 années, 269 ont lieu entre 1601 et 1700, 541 de 1701 à 1800 et 986 de 1801 à 1867. À mesure que s'accroît la population, Edo prospère et le nombre d'incendies augmente proportionnellement. En particulier, les 17 année entre 1851 (Kaei 3) et 1867 connaissent 506 incendies, auxquels contribue fortement l'instabilité de l'ordre public causée par l'administration inefficace du shogunat Tokugawa.

## Grands incendies représentatifs
Il y a plus de quatre-vingt-cinq « incendies historiques » dans l'histoire de la ville d'Edo.
Le tableau suivant répertorie certains grands incendies représentatifs dans l'histoire d'Edo à l'origine de pertes et de dommages catastrophiques. Les trois qui ont lieu au cours des époques  Meireki, Meiwa et Bunka sont appelés les « Trois grands incendies de Edo » (江戸三大大火). Outre les grands incendies, il existe aussi une série de petits incendies continus qui entraînent des pertes et des dommages plus importants qu'un seul grand sinistre,.
| Date du calendrier Tenpō | Date du calendrier Tenpō | Date du calendrier Tenpō | Nom                              | Nom        | Victimes          | Victimes | Dommages | Dommages            | Dommages               | Dommages          |
| Année                    | Mois                     | Jour                     | Français                         | Japonais   | Morts             | Disparus | Villes   | Maisons de samouraï | Temples et sanctuaires | Maisons de chōnin |
| ------------------------ | ------------------------ | ------------------------ | -------------------------------- | ---------- | ----------------- | -------- | -------- | ------------------- | ---------------------- | ----------------- |
| Keichō 6 (1601)          | Intercalaire 11          | 2                        | [ fire 1 ]                       | [ fire 1 ] |                   |          |          |                     |                        |                   |
| Kan'ei 18 (1641)         | 1                        | 29 ou 30                 | Incendie d'Oke-machi             | 桶町火事   | 400+              |          | 97       | 123                 |                        |                   |
| Meireki 3 (1657)         | 1                        | 18–19                    | Grand incendie de Meireki        | 明暦の大火 | peut-être 107 000 |          |          |                     |                        |                   |
| Tenna 2 (1682)           | 12                       | 28                       | Grand incendie de Tenna          | 天和の大火 | 830–3500          |          |          | 241                 | 95                     |                   |
| Genroku 11 (1698)        | 9                        | 6                        | Incendie de Chokugaku            | 勅額火事   | 3000              |          | 326      | 308                 | 232                    | 18 700            |
| Genroku 16 (1704)        | 11                       | 29                       | Incendie de Mito-sama            | 水戸様火事 |                   |          |          | 275                 | 75                     | 20 000            |
| Enkyō 2 (1745)           | 2                        | 12                       | Incendie de Rokudō               | 六道火事   | 1323              |          |          | 28 678              | 28 678                 | 28 678            |
| Hōreki 10 (1760)         | 2                        | 6                        | Incendie d'Hōreki                | 宝暦の大火 |                   |          | 460      |                     | 80                     |                   |
| Meiwa 9 (1772)           | 2                        | 29                       | Grand incendie de Meiwa          | 明和の大火 | 14 700            | 4060     | 904      |                     |                        |                   |
| Bunka 3 (1806)           | 3                        | 4                        | Grand incendie de Bunka          | 文化の大火 | 1200              |          | 530      | 80                  | 80                     |                   |
| Bunsei 12 (1829)         | 3                        | 21                       | Grand incendie de Bunsei         | 文政の大火 | 2800              |          |          | 370 000             | 370 000                | 370 000           |
| Tenpō 5 (1834)           | 2                        | 7                        | Incendie de Kōgo                 | 甲午火事   | 4000              |          |          |                     |                        |                   |
| Kōka 2 (1845)            | 1                        | 24                       | Incendie d'Aoyama                | 青山火事   | 800–900           |          | 126      | 400                 | 187                    |                   |
| Ansei 2 (1855)           | 10                       | 2                        | Incendie de tremblement de terre | 地震火事   | 4500–26 000       |          |          |                     |                        |                   |

### Croissance de la population

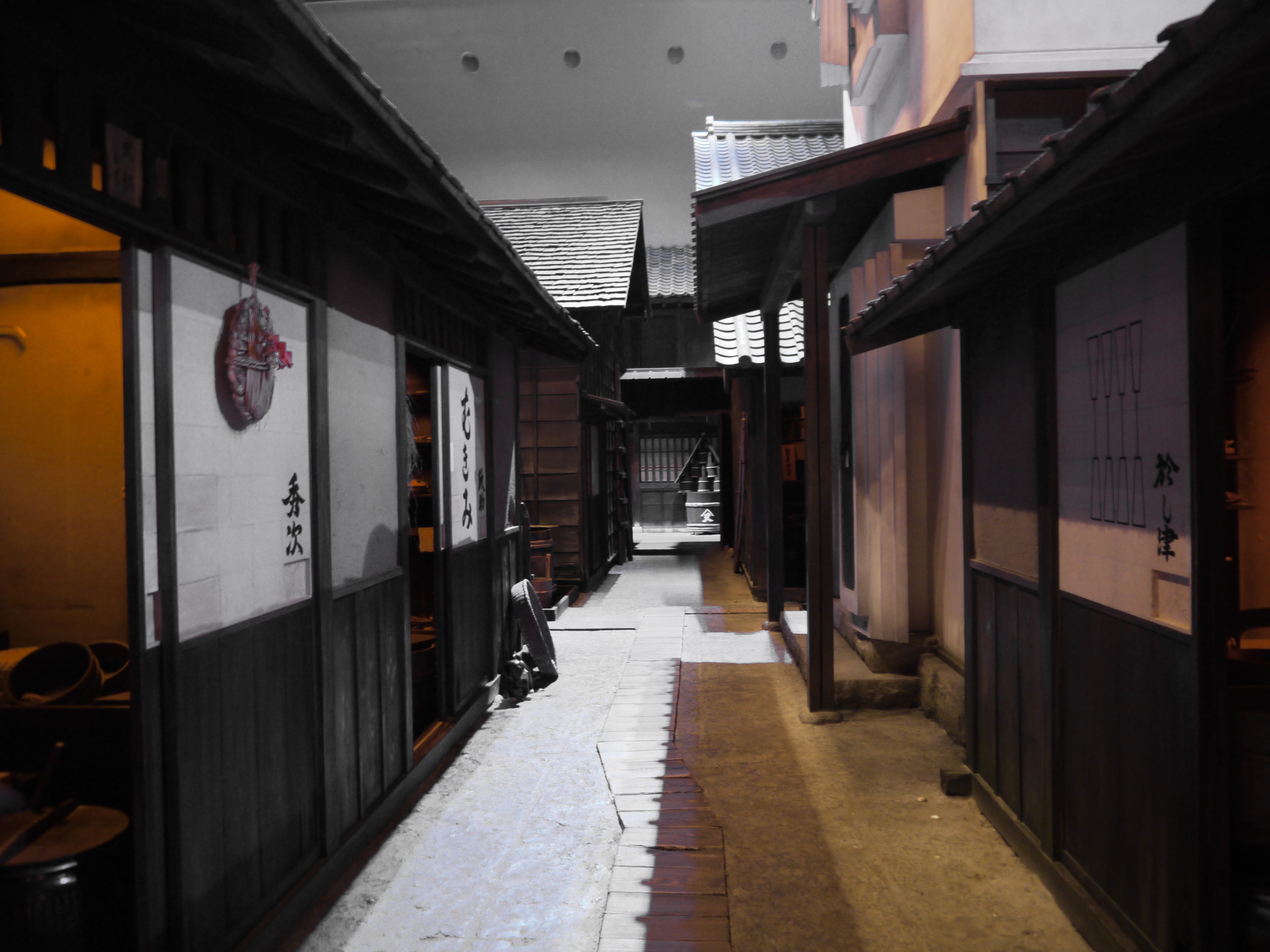
Réplique d'un nagaya au musée Fukagawa à Edo

### Incendies volontaires

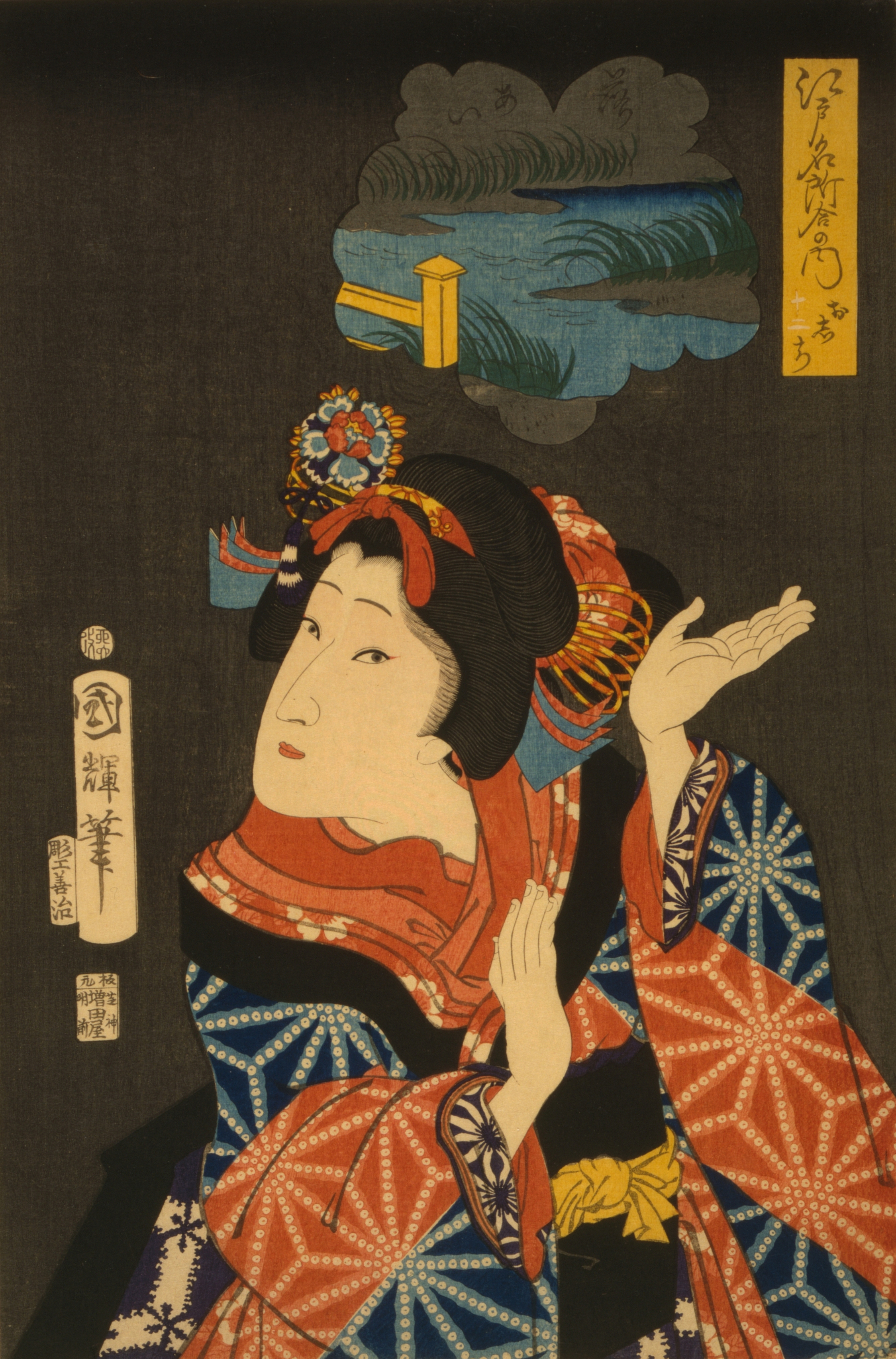
Gravure du portrait de Yaoya Oshichi par (1867)

## Mesures préventives contre les incendies du shogunat Tokugawa

Tokugawa Yoshimune

#### Jōbikeshi

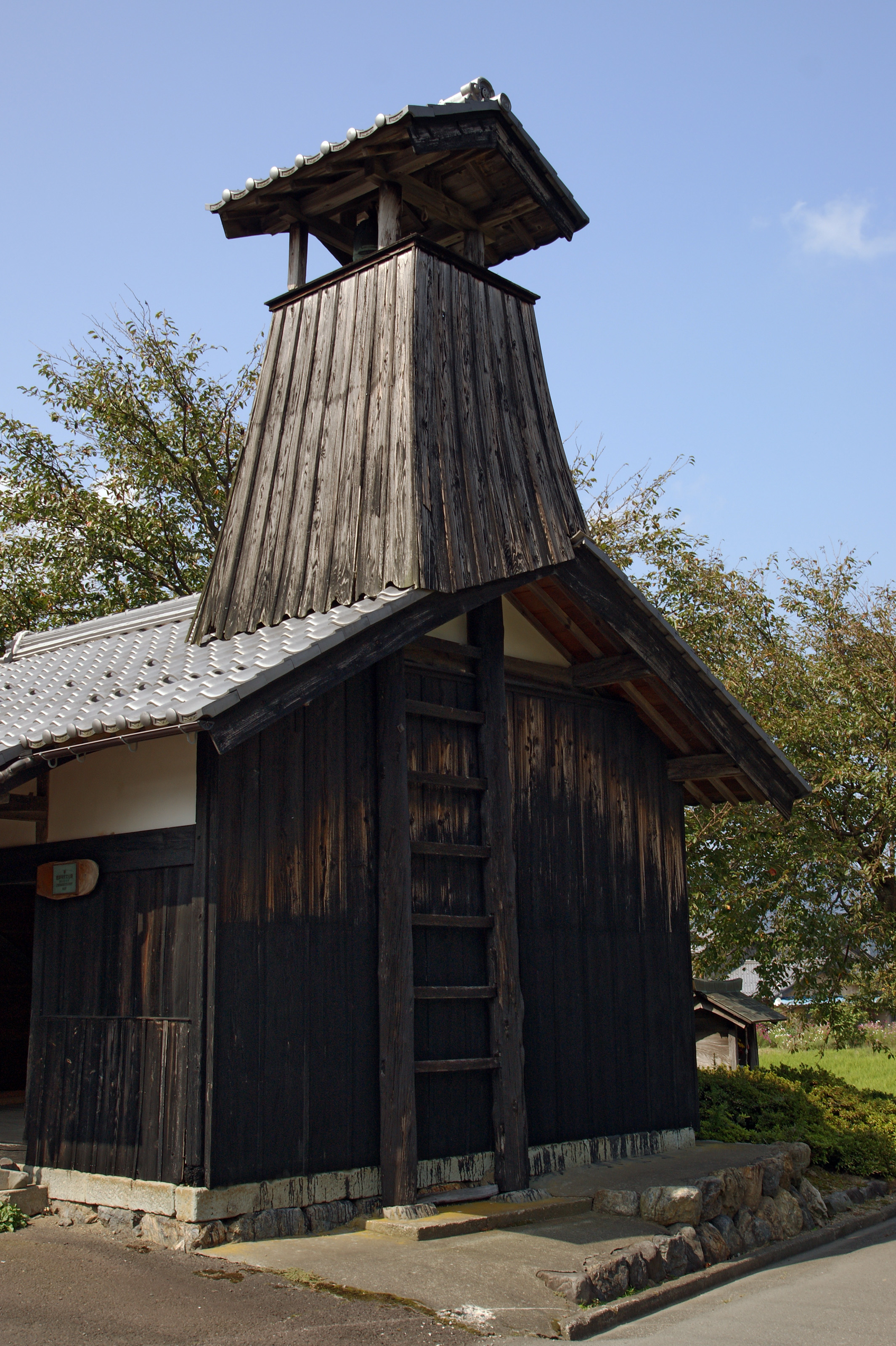
Hinomi yagura de l'époque d'Edo

#### Machihikeshi

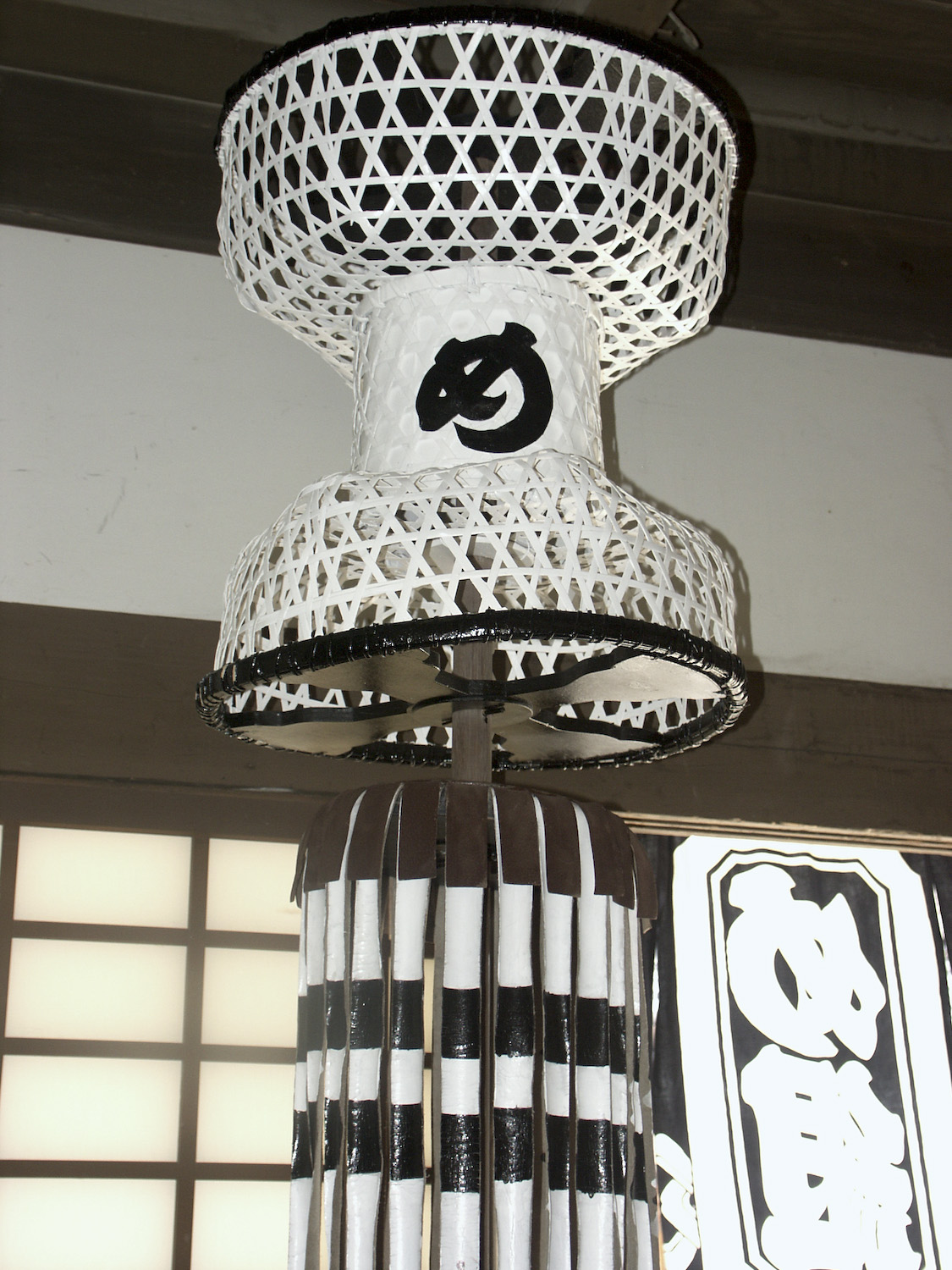
Matoi du, l'un des groupes de lutte contre l'incendie

#### Hiyokechi et hirokōji

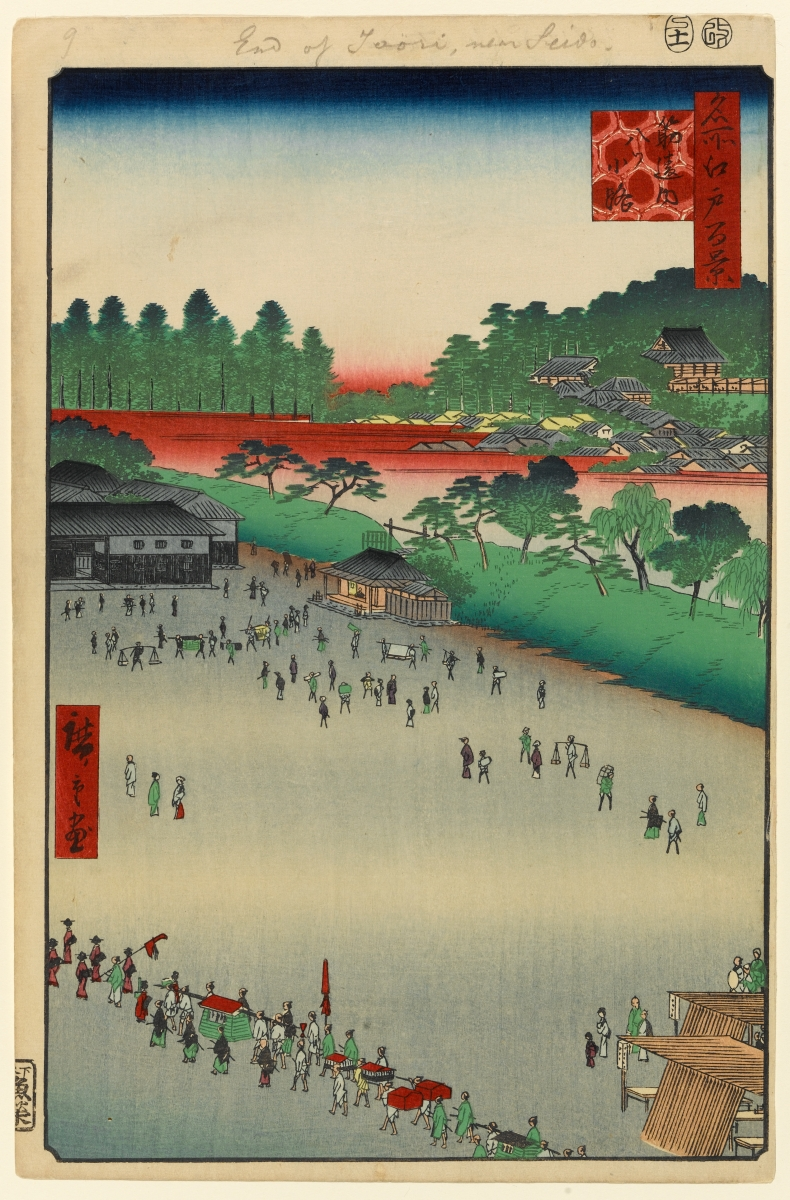
, ukiyo-e de la série Cent vues d'Edo par. est un des hirokōji après le grand incendie de Meireki.

#### Bâtiments coupe-feu et résistants au feu

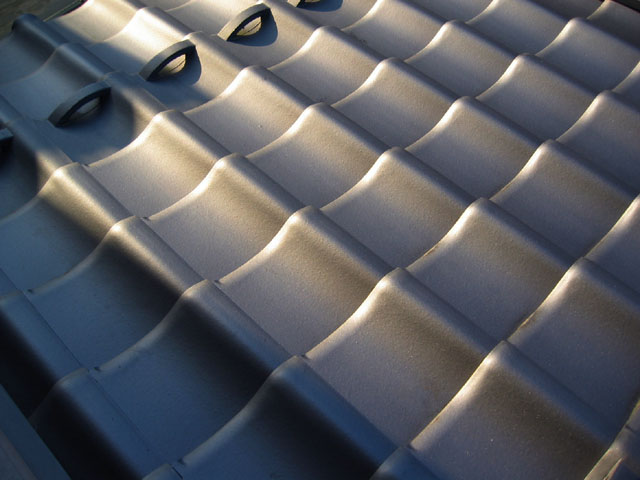
Tuiles